# Storholmen i Fardumeträsk
Storholmen i Fardumeträsk este o arie protejată (arie specială de conservare — SAC, sit de importanță comunitară — SCI) din Suedia întinsă pe o suprafață de 14,7 ha, integral pe uscat.

## Localizare
Centrul sitului Storholmen i Fardumeträsk este situat la coordonatele 57°47′17″N 18°55′08″E / 57.788°N 18.9189°E.

## Înființare
Situl Storholmen i Fardumeträsk a fost declarat sit de importanță comunitară în decembrie 1998 pentru a proteja un număr necunoscut de specii din flora spontană și fauna sălbatică aflate în arealul zonei. Situl a fost protejat și ca arie specială de conservare în martie 2011.

## Biodiversitate
Situată în ecoregiunea boreală, aria protejată conține 2 habitate naturale: Taiga vestică, Mlaștini oligotrofe degradate, capabile încă de regenerare naturală.
La baza desemnării sitului se află un număr nedeclarat de specii protejate.